# غول جرادي (الحد)

تعديل مصدري - تعديل

غول جرادي هي إحدى قرى عزلة الحد بمديرية الحد التابعة لمحافظة لحج، بلغ تعداد سكانها 125 نسمة حسب تعداد اليمن لعام 2004.